# Iran Aseman Airlines
Pour les articles homonymes, voir IAA et IRC.
Iran Aseman Airlines (code AITA : EP, code OACI : IRC) est une compagnie aérienne iranienne créée en 1980.
La compagnie figure sur la liste des transporteurs aériens interdits dans l'Union européenne.

## Historique
La compagnie aérienne est créée et commence ses activités en 1980. Les liens historiques de la compagnie aérienne remontent à 1958 à la compagnie aérienne Air Taxi Co., qui a été rebaptisée Pars Air dans les années 1970 et plus tard Iran Aseman Airlines.
En mars 2007, la compagnie appartenait à la société civile iranienne d'investissement du fonds de pension et comptait 298 employés. Elle fut ensuite privatisée.
Hossein Alaei est nommé président-directeur général de la compagnie en 2013. Il remplace à ce poste Akbar Torkan.
Cette même année la compagnie annonce qu'elle est prête à ouvrir une liaison vers les États-Unis entre Téhéran et New-York
En juillet 2016, le P-DG de la compagnie aérienne reçoit un mandat d'arrêt en raison d'une somme présumée d'environ 37 millions de dollars de dettes publiques envers Iran Airports & Air Navigation Company. 
En avril 2017, Iran Aseman signe un contrat avec Boeing pour l'achat de 60 avions Boeing 737 MAX (d'une valeur de six milliards de dollars). Elle doit recevoir son premier avion Boeing en 2020.

## Accidents
Le 18 février 2018, le vol 3704, effectuant la liaison Téhéran - Yasouj, disparait des radars avec 66 personnes à bord. Cet ATR-72-200, âgé de 24 ans, se serait écrasé dans la région de Semirom (500 km au sud de la capitale). Les recherches sont en cours,.

## Flotte

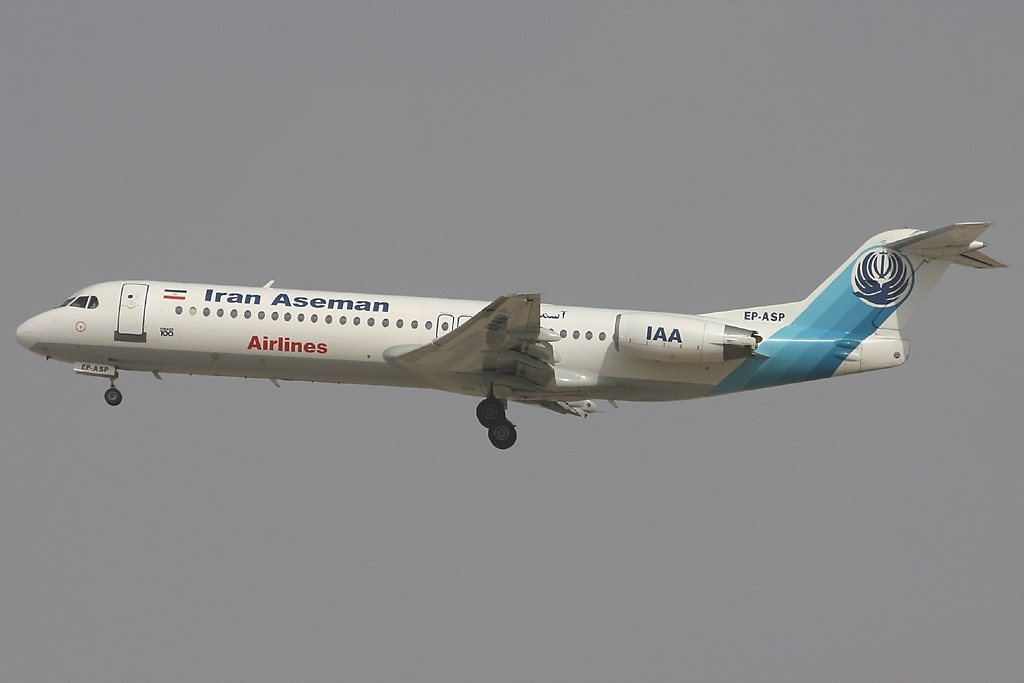
Fokker 100 d'Iran Aseman Airlines

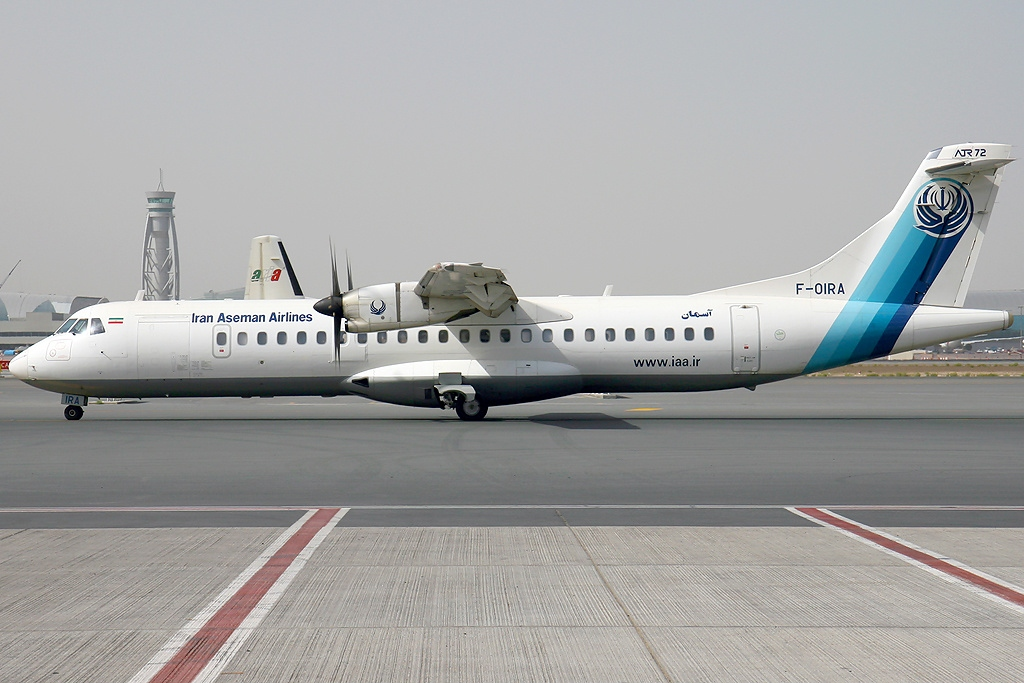
ATR 72-500 d'Iran Aseman Airlines

En avril 2023, la flotte d'Iran Aseman Airlines inclut :

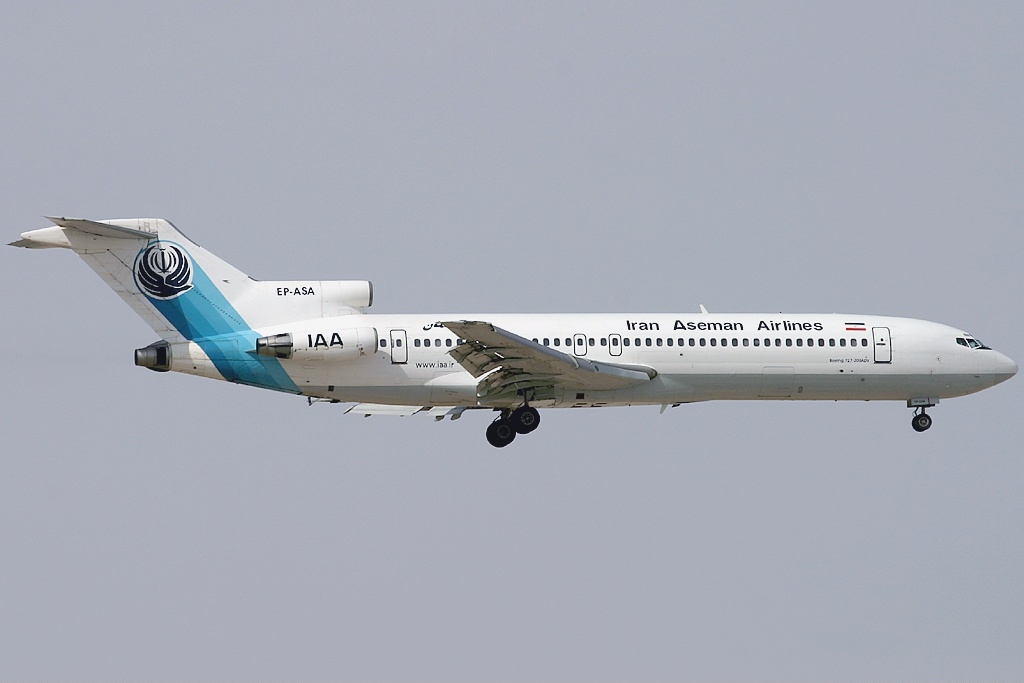
Ancien Boeing 727-228-Adv, d'Iran Aseman Airlines